# Tacna (região)
Tacna é uma das 25 regiões do Peru, sua capital é a cidade de Tacna.

## Províncias (capital)
1. Candarave (Candarave)
2. Jorge Basadre (Locumba)
3. Tacna (Tacna)
4. Tarata (Tarata)